# Marc Marci
Marc Marci (en llatí Marcus Marcius) va ser un magistrat romà. Probablement formava part de la gens Màrcia, una gens romana d'origen patrici.
Va ser edil de la plebs al segle iii, però la data exacta es desconeix. Va ser la primera persona que va donar gra al poble a un as per cada modi. Podria ser el mateix Marc Marci que va exercir de rex sacrorum i que l'any 208 aC va ser substituït pel magistrat Gneu Corneli Dolabel·la.